# Godofredo Viana
Godofredo Viana este un oraș în unitatea federativă Maranhão (MA), Brazilia.